# Герарди, Матвей Константинович
Матвей Константинович Герарди (1839—1930) — российский контр-адмирал.

## Биография
Родился 9 (21) августа 1839 года.
С 1850 года учился в Балтийском штурманском училище, из которого был выпущен 29 апреля 1861 года кондуктором корпуса флотских штурманов. Произведён в прапорщики корпуса флотских штурманов со ст. с 29.04.1863 (2.06.1863). Переведён во флот мичманом (2.06.1863); с 01.01.1867 г. — лейтенант. Командовал тендером «Горлица» (10.05.1875—1878); произведён в капитан-лейтенанты 01.01.1877 г.
Был старшим офицером: сначала — на пароходофрегате «Олаф» (8.04.1878—1879), затем — на крейсере «Азия» (28.09.1879—1884).
С 15.12.1884 г. — командир шхуны «Бакан» в Архангельске; произведён в капитаны 2-го ранга 26.02.1885 г. В 1886 году был назначен командиром клипера «Опричник» (26.05.1886—1890); в 1890 году во время сильного урагана спас клипер от гибели: вывел его из шхер ночью без лоцмана, отказавшегося вести судно, сорвавшееся с якорей — за этот подвиг он был произведён с 30.08.1890 г. в капитаны 1-го ранга.
Вскоре, с 11.02.1891 г., он был назначен командиром Ревельского флотского полуэкипажа.
С 07.03.1894 г. назначен капитаном над Рижским торговым портом; 12.09.1894 г. произведён в контр-адмиралы с увольнением от флотской службы и зачислением в Министерстве внутренних дел. С 01.07.1902 г. перешёл на службу по ведомству Министерства финансов: с 07.11.1902 г. — на службе в Главном управлении торговым мореплаванием и портами. Спустя полгода, 04.06.1903 г., оставил службу. Жил на Лиговском проспекте, 55/4).
В 1918 году вместе с женой ему удалось убежать из Петрограда в Эстонию; поселился в Йыхви, затем переехал в Эльву, где скончался 31 марта 1930 года и был похоронен. Жил он в такой крайней нищете, что Касса взаимопомощи моряков, членом которой он являлся и редакция газеты «Вести дня» организовывали в 1927 году сбор средств в пользу семейства Герарди.
Во время революции погибли его дочь и два сына (один из них служил во флоте); ещё один сын, Орест Матвеевич (15.12.1877—29.10.1945).